# Historiecenter Dybbøl Banke
Historiecenter Dybbøl Banke formidler historien om Kampene ved Dybbøl og krigen i 1864 især gennem lysbilleder og film. Der er rekonstrueret et stykke skanse, en løbegrav og to soldaterbarakker.

## Historiecentret
Den selvejende institution drives af Fonden Dybbøl Banke, stiftet i 1989. Sønderborg Kommune udpeger to medlemmer til fondens bestyrelse, Museum Sønderjylland et, Den Selvejende Institution Dybbøl Mølle et og Foreningen af lærere i Historie og Samfundsfag (FALIHOS) et. Bestyrelsen kan udpege op til 4 medlemmer med særlig interesse for Historiecentret og Dybbøl-området.
Centret er oprettet midt i skanserækken på Dybbøl Banke. Bygningen blev tegnet af arkitekterne Ernst Lohse og Michael Freddie og stod færdig i 1992. Den indeholder fire sale: Auditorium (med introduktionsfilm), biografen med filmen om “Stormdagen”, en udstillingssal samt diorama med tableau fra en dansk løbegrav. Det videnspædagogiske arbejde støttes af Undervisningsministeriet med puljemidler. Centret ser ikke på sig selv som museum, men som ″historiefortællehus″.
Efter mange års planlægning og debat indviede Dronning Margrethe den 17. juli 2007 det nye anlæg med skanse og soldaterby. Projektet kostede 16.5 mio. kr.
Historiecenter Dybbøl Banke er et af det statsstøttede videnspædagogiske aktivitetscentre.

## Arealet
Omkring museet står der forskellige andre mindesmærker om krigen i 1864. Fx en mindesten for Louis Appia og Charles van de Velde, der deltog som verdenshistoriens første Røde Kors-observatører. Området er del af Nationalpark Dybbøl Skanser fra 1924. Det er ikke en nationalpark ifølge de danske nationalpark love fra 2007, men kan dog fortsat anvende betegnelsen.
Dybbøl Banker rummede tidligere Düppel Denkmal, et tysk sejrsmonument, som blev rejst i 1865. Det blev bortsprængt kort efter 2. verdenskrig og er ikke reetableret.
Siden 2005 har historiecentret stået for den daglige drift af Dybbøl Mølle.